# Johann Lonfat
Johann Lonfat (né le 11 septembre 1973 à Martigny) est un ancien footballeur suisse.

## Biographie

### En club
Libre de tout contrat, il s'engage fin septembre 2007 avec le club suisse du Servette FC.
En 2009, son contrat avec le Servette FC est résilié et par la même occasion il annonce sa retraite footballistique.

### En sélection
24 sélections et 1 but entre 1997 et 2005

### Clubs
- 1991-1992 : FC Martigny-Sports
- 1992-1998 : FC Sion
- 1998-2002 : Servette FC
- 2002-2007 : FC Sochaux
- 2007-2009 : Servette FC
- 2009 : FC Martigny-Sports (seulement quelques entraînements)[2]

## Palmarès

### En club
- Champion de Suisse en 1997 avec le FC Sion et en 1999 avec le Servette FC
- Vainqueur de la Coupe de Suisse en 1995, en 1996, en 1997 avec le FC Sion et en 2001 avec le Servette FC
- Vainqueur de la Coupe de la Ligue en 2004 avec le FC Sochaux
- Finaliste de la Coupe de la Ligue en 2003 avec le FC Sochaux

## Sources
1. ↑  Le site officiel du Servette Football Club
2. ↑  Jacques Wullschleger, « Johann Lonfat (ancien footballeur): ce milieu de terrain avait du crédit. Il l'a placé en Suisse. », Coopérationdate=12 février 2013 (consulté le 12 janvier 2015)